# Aéroport de Corfou
Pour les articles homonymes, voir CFU.
L’éroport international de Corfou « Ioánnis-Kapodístrias » (grec moderne : Κρατικός Αερολιμένας Κέρκυρας «Ιωάννης Καποδίστριας»), du nom du premier chef de l’État de la Grèce indépendante (code IATA : CFU • code OACI : LGKR) est un aéroport grec, situé non loin de la ville de Corfou sur l'île du même nom.
C'est le seul aéroport de l'île et le plus important des îles Ioniennes. Il dessert Corfou, les îles avoisinantes (Paxos et îles Diapontiques) et une partie de la région voisine de l'Épire. Les autres îles Ioniennes sont desservies par les aéroports de Aktion-Prévéza (pour Leucade), Céphalonie, Zante et Cythère.

## Histoire
L'aéroport fut bâti en 1937.
Au cours de la Seconde Guerre mondiale l'aéroport a été utilisée par la force allemande et italienne comme une base pour le transport et les avions de chasse, la piste faisait alors 600m de long passée à 800 mètres en avril 1949.
Le premier vol commercial intervient le 19 Avril 1949 entre Athènes et Corfou exploité par TAE grec National Airlines puis ce n'est que le 2 Septembre 1950 que la compagnie Hellas démarre également des vols vers Corfou.
Ce n'est qu'en 1959 que la piste est rallongée à 2 373 mètres après 2 ans de travaux et suivi en 1962 de la construction d'un  petit terminal de passagers qui aujourd'hui accueille l' Aéroclub de Corfou.
En Avril 1965, l'aéroport passe sous le statut d'aéroport international avec les vols de la compagnie Olympic Airlines.
En 1968, commençait la construction d'un nouveau terminal de passagers qui s'est achevé en 1972.
L'aéroport accueillait 1 744 761 passagers en 2010 dont 1 462 399 passagers des vols internationaux.
En 2015, Fraport (de Frankfurt Airport, exploitant de l'aéroport de Francfort-sur-le-Main), associé à l'opérateur grec Colezopoulos, annonce la signature d'un accord de concession pour une durée de 40 ans pour la gestion de 14 aéroports en Grèce.
L'aéroport de Corfou fait partie de cet accord, ainsi que ceux de Aktion, La Canée, Kavala, Céphalonie (en), Kos, Mytilène, Mykonos, Rhodes, Samos, Santorin, Skiathos, Thessalonique et Zante.
Fin 2021, le concessionnaire Fraport Grèce a livré ses travaux de modernisation de l'aéroport de Corfou à savoir, la construction d’un nouveau terminal de 10 350 m2 dans le cadre de l’agrandissement de l’aérogare existante avec la rénovation de celle-ci (augmentation de 35 % du nombre de comptoirs d’enregistrement passant de 21 à 28, installation d’un système moderne de traitement des bagages, augmentation de 50 % du nombre de portes d’embarquement passant de 8 à 12), rénovation et mise à niveau de la caserne de pompiers, construction d’un nouveau poste de garde de contrôle d’accès dans la zone des avions, réfection de la chaussée côté piste et reconfiguration de l’aire de trafic.
En 2022, l'aéroport a vu passer 29 488 vols et 3 749 106 passagers dont 3 403 991 internationaux.
L'aéroport est aujourd'hui le terrain des compagnies principalement low-cost venant majoritairement du Royaume Uni et l'Irlande (6 compagnies vers une quinzaine de destinations), l'Allemagne (10 compagnies pour 13 destinations), la France (4 compagnies pour 9 destinations), l'Italie (6 compagnies pour 10 destinations) mais également de destination lointaines comme Israël avec 4 compagnies ou Dubaï (1 compagnie) avec un trafic fortement saisonnier d'avril à Octobre.
L'aéroport offre des vols domestiques avec Aegean Airlines et Sky Express à l'année.

## Situation
L'aéroport est situé à 2 km au sud de la ville de Corfou.

### Carte des aéroports en Grèce
| \| 50 km1:6 137 000 \| Agrinion Aktion Alexandreia Alexandroúpoli Andravida Áraxos Astypalée Athènes · E. Venizélos Céphalonie La Canée Chios Corfou Héraklion Icarie Ioannina Kalamata Kalymnos Karpathos Kassos Kastellórizo Kastoria Kavala Cythère Kos Kotroni Kozani Larissa Lemnos Leros Milos Mykonos Mytilène Naxos Néa Anchíalos Paros Rhodes Maritsa Samos Santorin Sitía Skiathos Skyros Sparte Syros Tanagra Tatoi Thessalonique Tripoli Tympaki Zante Kastélli |
| 50 km1:6 137 000 |

## Statistiques
Le graphique qui aurait dû être présenté ici ne peut pas être affiché car il utilise l'ancienne extension Graph, désactivée pour des questions de sécurité. Des indications pour créer un nouveau graphique avec la nouvelle extension Chart sont disponibles ici.

Voir la requête brute et les sources sur Wikidata.

### Zoom sur l'impact du covid de 2019-2020
Le graphique qui aurait dû être présenté ici ne peut pas être affiché car il utilise l'ancienne extension Graph, désactivée pour des questions de sécurité. Des indications pour créer un nouveau graphique avec la nouvelle extension Chart sont disponibles ici.

Voir la requête brute et les sources sur Wikidata.

## Galerie

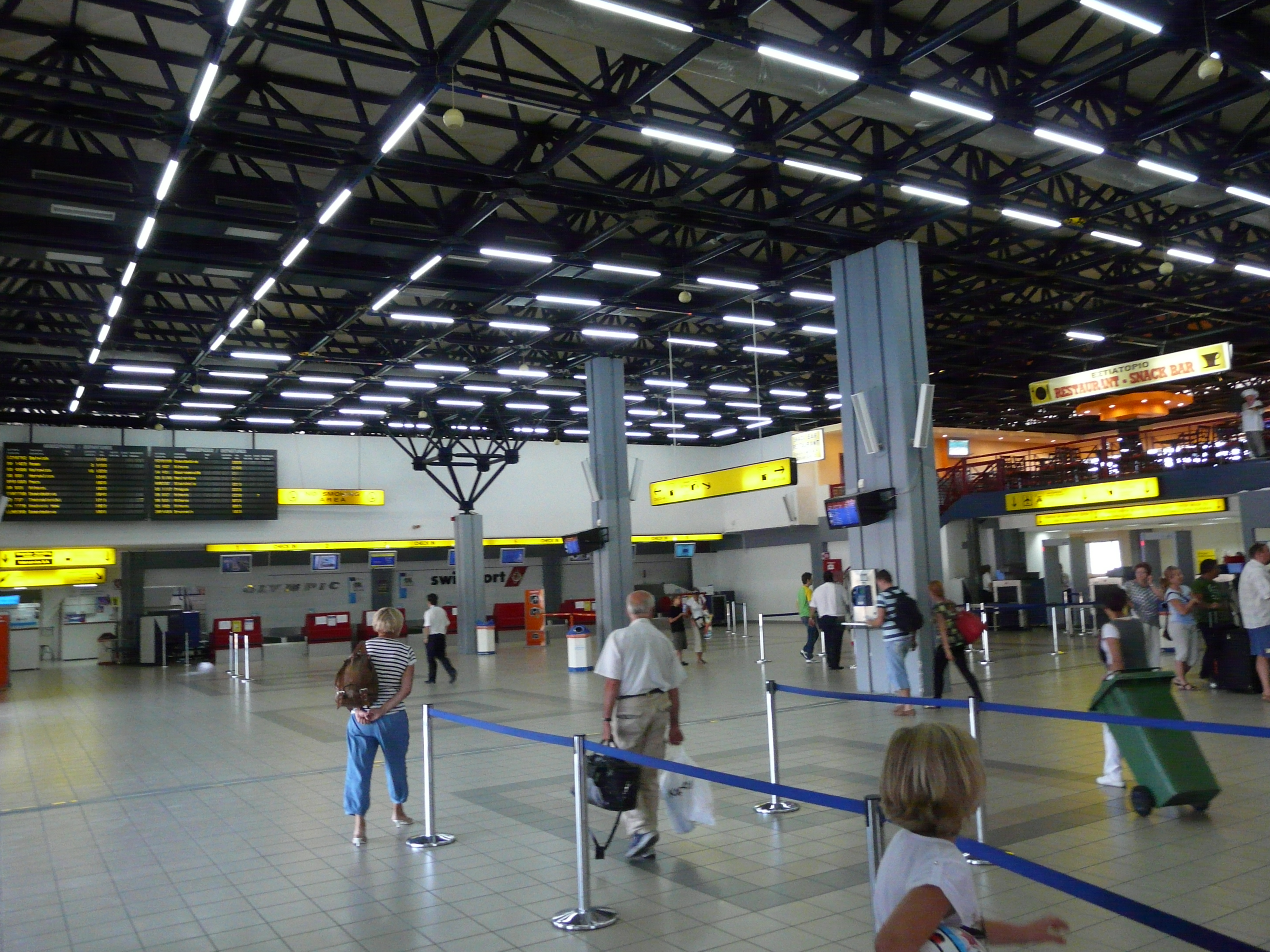
L'aérogare en 2010
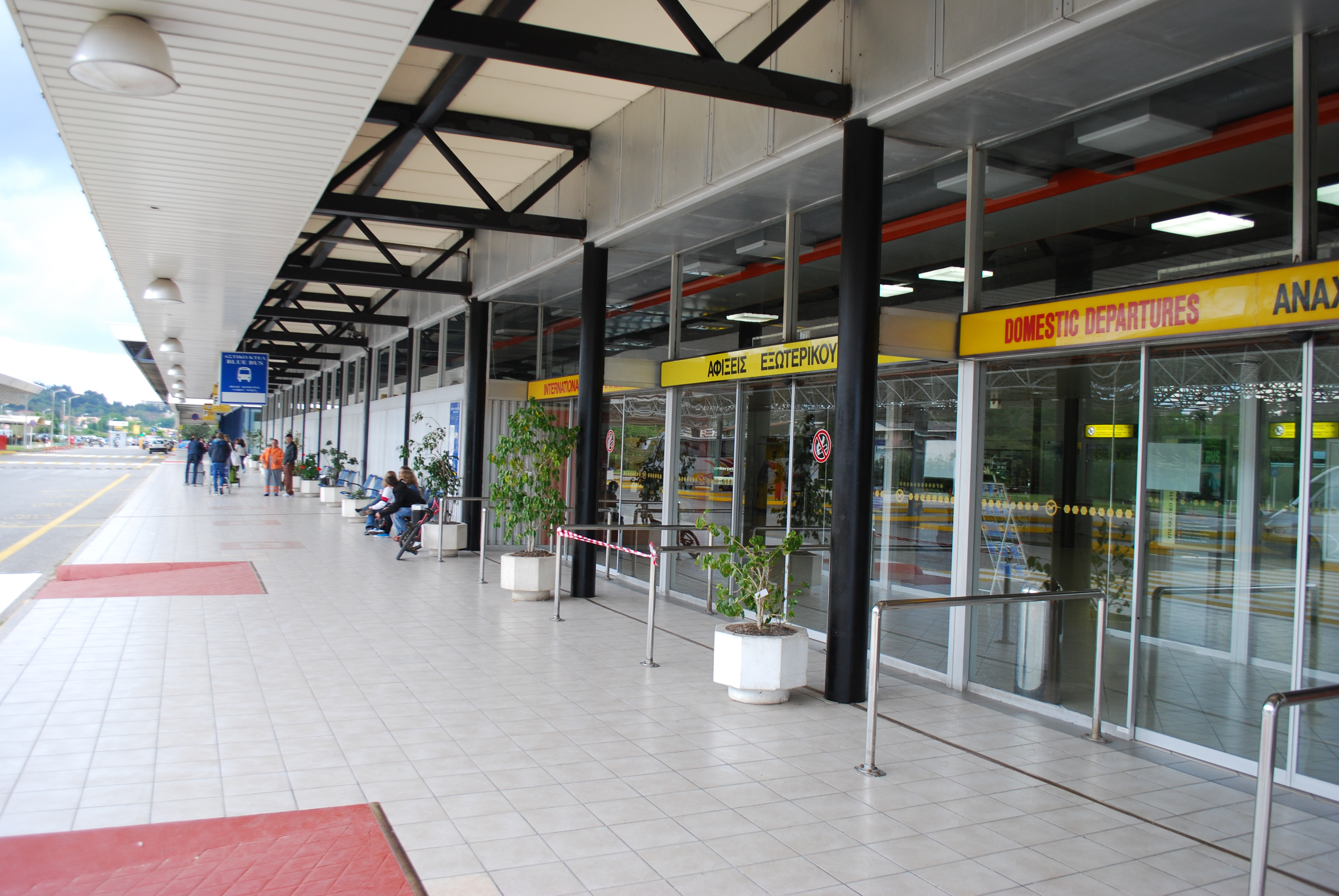
Entrée de l'aérogare en 2014
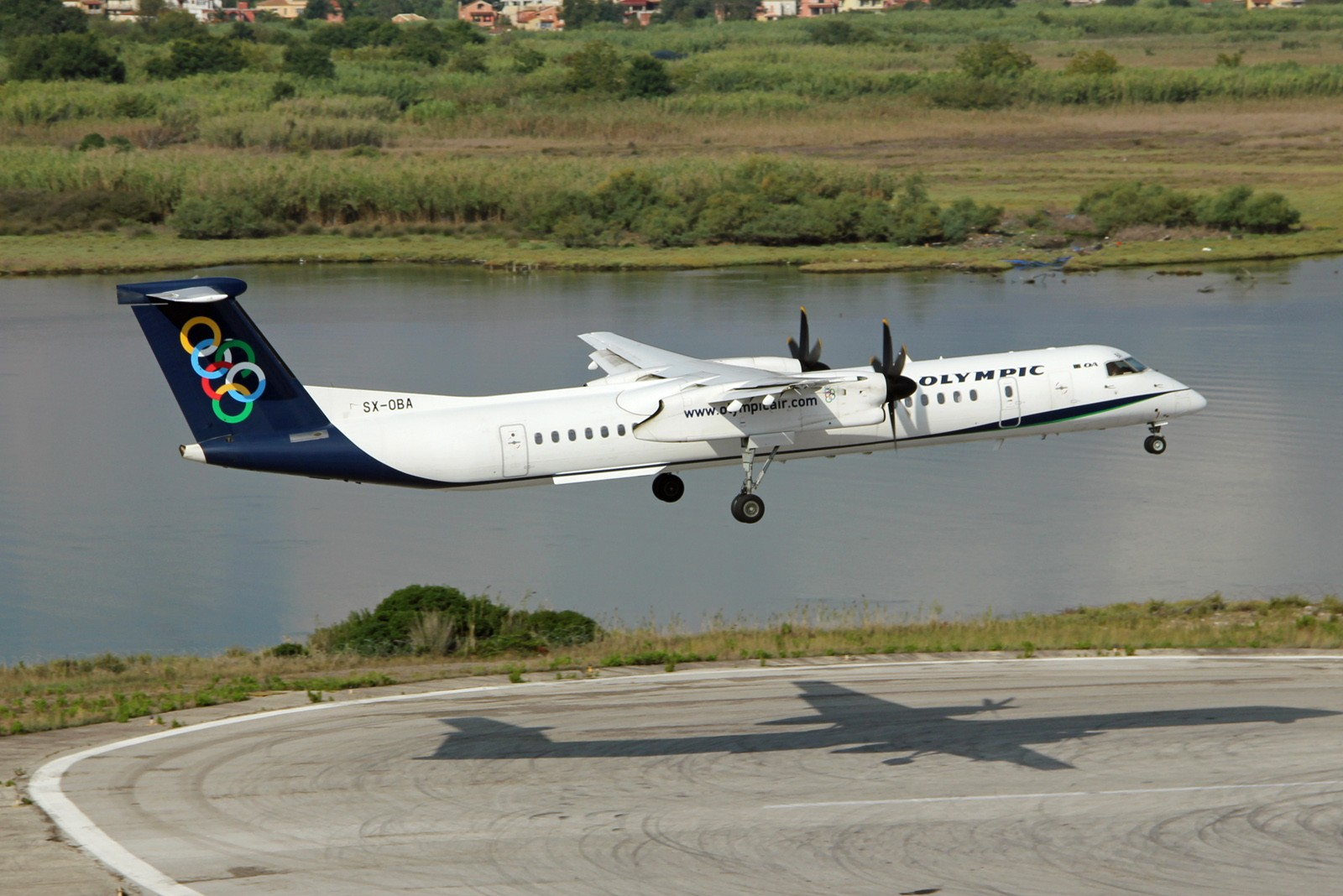
Un Dash 8-Q400 d'Olympic Air au toucher à Corfou.
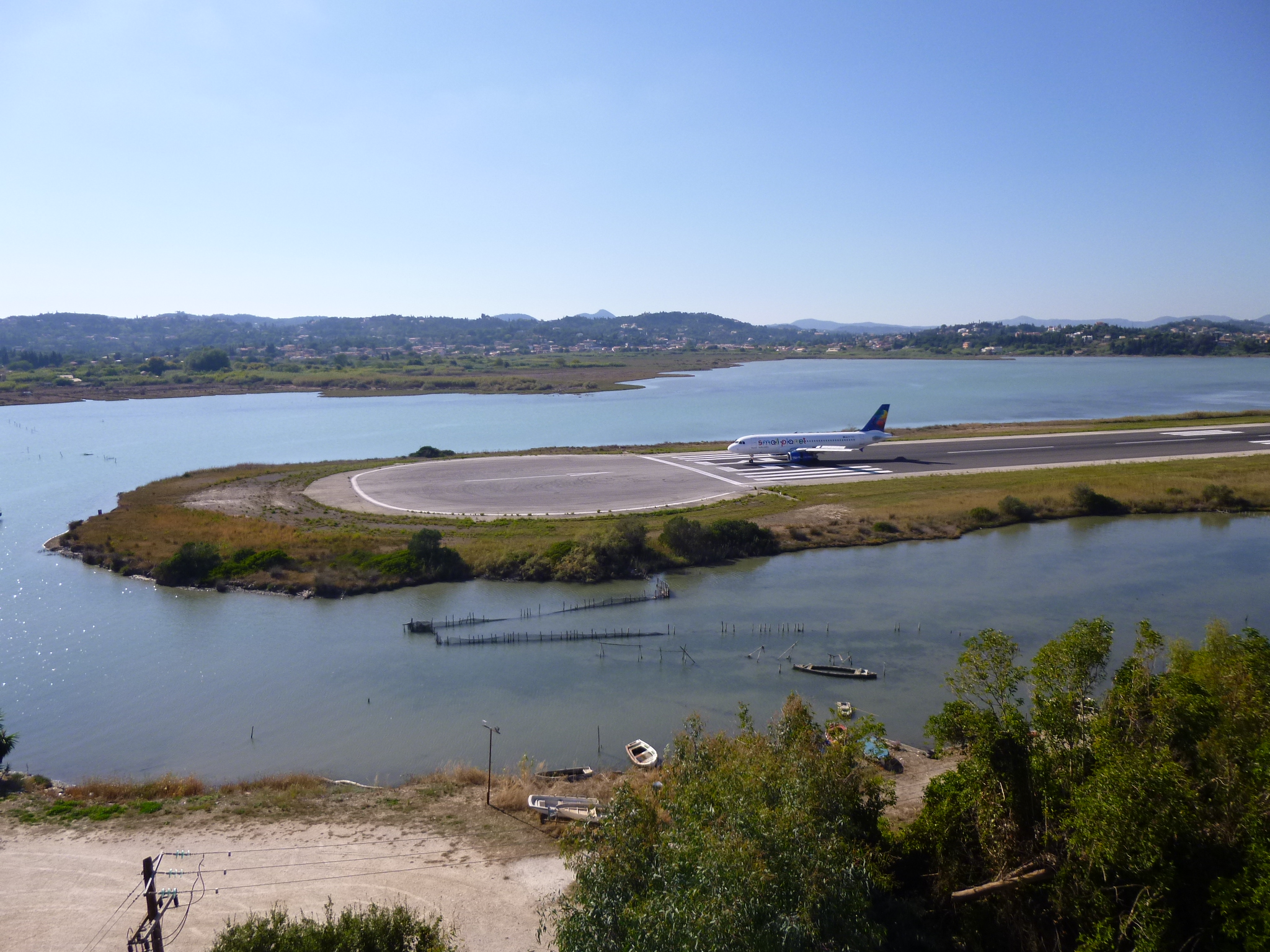
Un Airbus A320 de Small Planet Airlines (en) se préparant au décollage, au milieu de la lagune de Halikiopoulou.
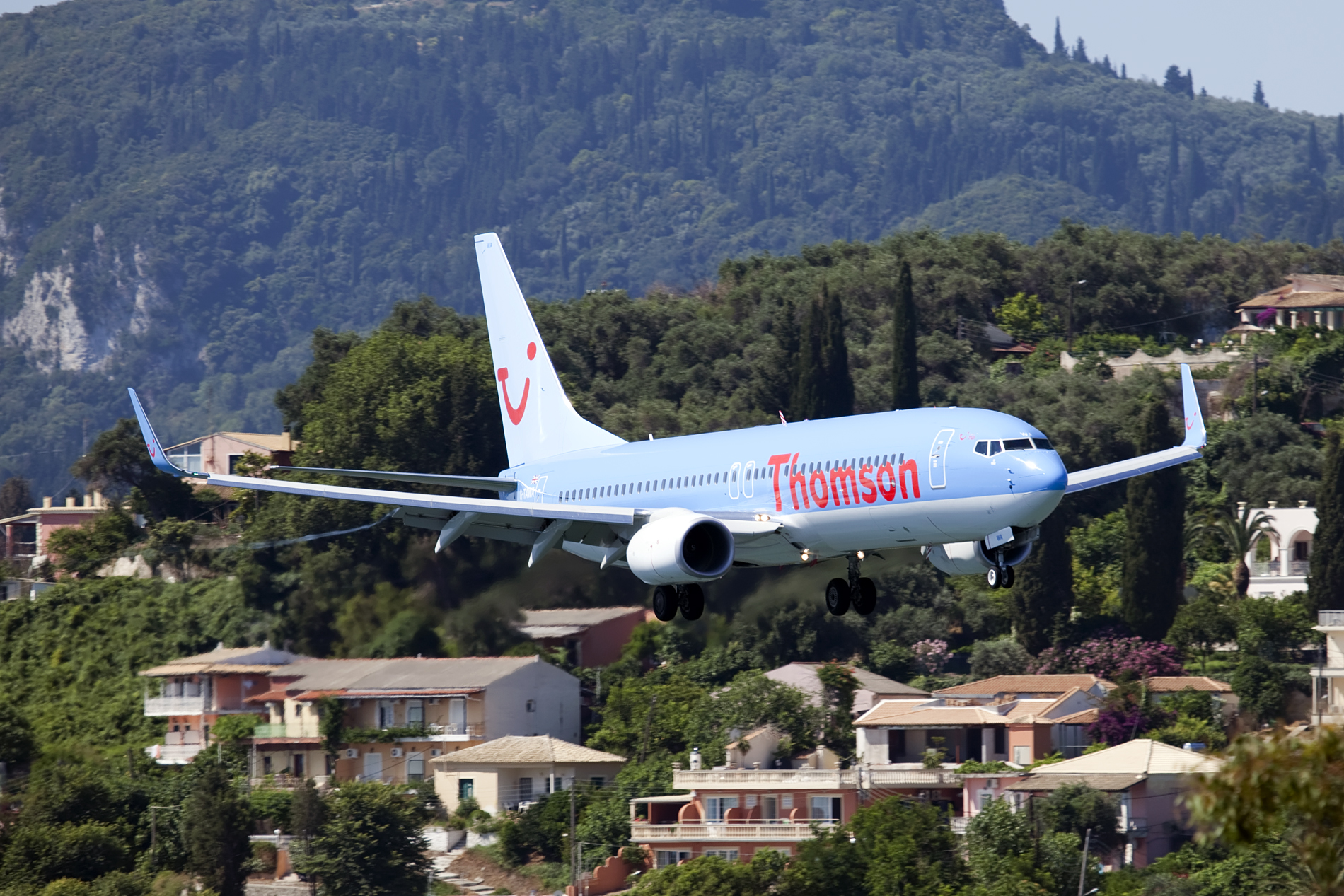
Un Boeing 737-800 de Thomson Airways en approche, au-dessus de Pontikonisi.

## Compagnies aériennes et destinations
L'aéroport est desservi tout au long de l'année par les compagnies régulières grecques Aegean Airlines, Olympic Air, Astra Airlines et Sky Express et par un grand nombre de compagnies étrangères, charter et low cost, pendant la saison touristique.
| Compagnies                    | Destinations |
| ----------------------------- | --- |
| Aegean Airlines               | Athènes E.-Venizélos |
| Aer Lingus                    | En saison : Dublin |
| airBaltic                     | En saison: Riga |
| Air France                    | En saison : Marseille-Provence, Paris-Charles de Gaulle |
| Air Serbia                    | En saison : Belgrade-Nikola-Tesla |
| Animawings                    | En saison : Bucarest-H. Coandă |
| ASL Airlines France           | En saison : Paris-Charles de Gaulle |
| Austrian Airlines             | En saison : Vienne-Schwechat |
| Avion Express                 | En saison charter : Vilnius |
| Buzz (Ryanair)                | En saison charter: Katowice-Pyrzowice |
| Braathens Regional Airlines   | En saison charter: Copenhague-Kastrup |
| British Airways               | En saison : Londres-Gatwick , Londres-Heathrow |
| Brussels Airlines             | En saison : Bruxelles-National |
| Chair Airlines                | En saison : Zurich |
| Condor                        | En saison : - Düsseldorf, - Francfort, - Hambourg-H.-Schmidt, - Leipzig/Halle, - Munich-F. J. Strauß, - Stuttgart |
| Corendon Airlines             | En saison : Cologne/Bonn-K. Adenauer, Düsseldorf, Hanovre, Nuremberg-A. Dürer |
| Corendon Dutch Airlines       | En saison : Amsterdam |
| easyJet                       | En saison : - Amsterdam, - Belfast, - Berlin-Brandebourg, - Birmingham, - Bristol, - Édimbourg, - Genève-Cointrin, - Liverpool-J.-Lennon, - Londres-Gatwick, - Londres-Luton, - Lyon-Saint-Exupéry, - Manchester, - Milan-Malpensa, - Naples-Capodichino, - Paris-Charles de Gaulle |
| Edelweiss Air                 | En saison : Zurich |
| Enter Air                     | En saison charter : Gdańsk-L. Wałęsa, Katowice-Pyrzowice, Poznań (Posnanie)-H. Wieniawski |
| Eurowings                     | En saison : - Cologne/Bonn-K. Adenauer, - Düsseldorf, - Graz-Thalerhof, - Hambourg-H.-Schmidt, - Prague-Václav-Havel, - Salzbourg-W. A. Mozart, - Stuttgart |
| Eurowings Discover            | En saison: Francfort, Munich-F. J. Strauß |
| Finnair                       | En saison : Helsinki-Vantaa |
| flydubai                      | En saison: Dubaï |
| Freebird Airlines Europe      | En saison Charter : Leipzig/Halle |
| Iberia                        | En saison : Madrid-Barajas |
| Iberia Express                | En saison : Madrid-Barajas |
| Israir                        | En saison : Tel Aviv - Ben Gourion |
| ITA Airways                   | En saison: Milan-Linate, Rome Léonard-de-Vinci/Fiumicino |
| Jet2.com                      | En saison : - Birmingham, - Bristol, - East Midlands, - Édimbourg, - Glasgow, - Leeds-Bradford, - Londres-Stansted, - Manchester, - Newcastle |
| LOT Polish Airlines           | En saison : Varsovie-Chopin |
| Lufthansa                     | En saison : Munich-F. J. Strauß |
| Luxair                        | En saison : Luxembourg-Findel |
| Marabu                        | En saison: Hambourg-H.-Schmidt, Munich-F. J. Strauß |
| Neos                          | En saison : Milan-Malpensa, Tel Aviv - Ben Gourion, Vérone - Villafranca |
| Norwegian Air Shuttle         | En saison : Copenhague-Kastrup, Oslo-Gardermoen |
| Ryanair                       | En saison : - Aarhus, - Athènes E.-Venizélos, - Barcelone-El Prat, - Bergame-Orio al Serio, - Berlin-Brandebourg, - Birmingham, - Bologne-Borgo Panigale, - Bratislava-M. R. Štefánik, - Bucarest-H. Coandă, - Budapest-Ferenc Liszt, - Charleroi Bruxelles-Sud, - Cologne/Bonn-K. Adenauer, - Cracovie-Jean-Paul II, - Dublin, - East Midlands, - Édimbourg, - Gdańsk-L. Wałęsa, - Francfort-Hahn, - Karlsruhe/Baden-Baden, - Londres-Stansted, - Manchester, - Marseille-Provence, - Memmingen, - Milan-Malpensa, - Münster/Osnabrück, - Naples-Capodichino, - Niš Constantin-le-Grand, - Nuremberg-A. Dürer, - Paris-Beauvais, - Pise-Galileo Galilei, - Poznań (Posnanie)-H. Wieniawski, - Prague-Václav-Havel, - Rome - G. B. Pastine (Ciampino), - Shannon, - Sofia-Vrajdebna, - Stockholm-Arlanda, - Durham Tees Valley, - Tel Aviv - Ben Gourion, - Thessalonique-Makedonía, - Toulouse-Blagnac, - Trévise-Sant'Angelo, - Turin S.-Pertini (Caselle), - Varsovie-Modlin (Mazovie), - Vérone - Villafranca, - Vienne-Schwechat, - Vilnius, - Weeze, - Wrocław-N. Copernic, - Zagreb-Pleso |
| Scandinavian Airlines         | En saison: Copenhague-Kastrup En saison charter : Göteborg, Stockholm-Arlanda |
| Sky Express                   | Athènes E.-Venizélos, Prévéza-Aktion |
| SmartWings                    | En saison : - Bratislava-M. R. Štefánik, - Brno-Tuřany, - Katowice-Pyrzowice, - Ostrava-L. Janáček, - Prague-Václav-Havel, - Varsovie-Chopin En saison charter : Budapest-Ferenc Liszt, Košice (Cassovie)-Barca, Vilnius |
| Sundair                       | En saison : Dresde , Lübeck |
| Swiss International Air Lines | En saison : Genève-Cointrin, Zurich |
| Trade Air                     | En saison charter : Ljubljana-Jože Pučnik |
| Transavia                     | En saison : Amsterdam, Rotterdam-La Haye |
| Transavia France              | En saison: Nantes-Atlantique, Paris-Orly |
| TUI Airways                   | En saison : - Aberdeen-Dyce, - Belfast, - Birmingham, - Bournemouth, - Bristol, - Cardiff-Rhoose, - Dublin, - East Midlands, - Édimbourg, - Exeter, - Glasgow, - Leeds-Bradford, - Londres-Gatwick, - Londres-Luton, - Londres-Stansted, - Manchester, - Newcastle, - Norwich |
| TUI fly Belgium               | En saison : Bruxelles-National |
| TUI fly Deutschland           | En saison : - Düsseldorf, - Francfort, - Hanovre, - Munich-F. J. Strauß, - Nuremberg-A. Dürer, - Stuttgart |
| TUI fly Netherlands           | En saison : Amsterdam |
| Tus Airways                   | En saison: Larnaca, Tel Aviv - Ben Gourion |
| Volotea                       | En saison : - Bordeaux-Mérignac, - Lille Lesquin, - Lyon-Saint-Exupéry, - Nantes-Atlantique, - Strasbourg, - Toulouse-Blagnac |
| Vueling                       | En saison : Barcelone-El Prat, Rome Léonard-de-Vinci/Fiumicino |
| Wizz Air                      | En saison : - Bucarest-H. Coandă, - Budapest-Ferenc Liszt, - Cluj-Napoca, - Debrecen, - Katowice-Pyrzowice, - Milan-Malpensa, - Naples-Capodichino, - Rome Léonard-de-Vinci/Fiumicino, - Varsovie-Chopin, - Vienne-Schwechat |

Actualisé le 29/03/2025

## Infrastructures
L'aéroport dispose d'une piste unique de 2 373 mètres x 45 mètres orientée 16/34. L' approche et l'atterrissage en direction du nord, offrent aux passagers une vue aérienne spectaculaire de Pontikonisi et du Monastère Vlaherna ainsi que les collines de Kanoni. Pour des raisons de sécurité, le trafic routier derrière la piste côté ville, doit être interrompu à chaque décollage et atterrissage.

L'aéroport dispose d'une aérogare moderne et rénovée en 2021 de une aérogare de 10 350 m² disposant de 28 comptoirs d'enregistrement et 12 portes d'embarquement.. Elle offre également une douzaine de cafés-restaurants (Burger King et Starbucks pour les plus connus) , des magasins Duty Free (Hellenic Duty Free shops) et un parking limité et gratuit.

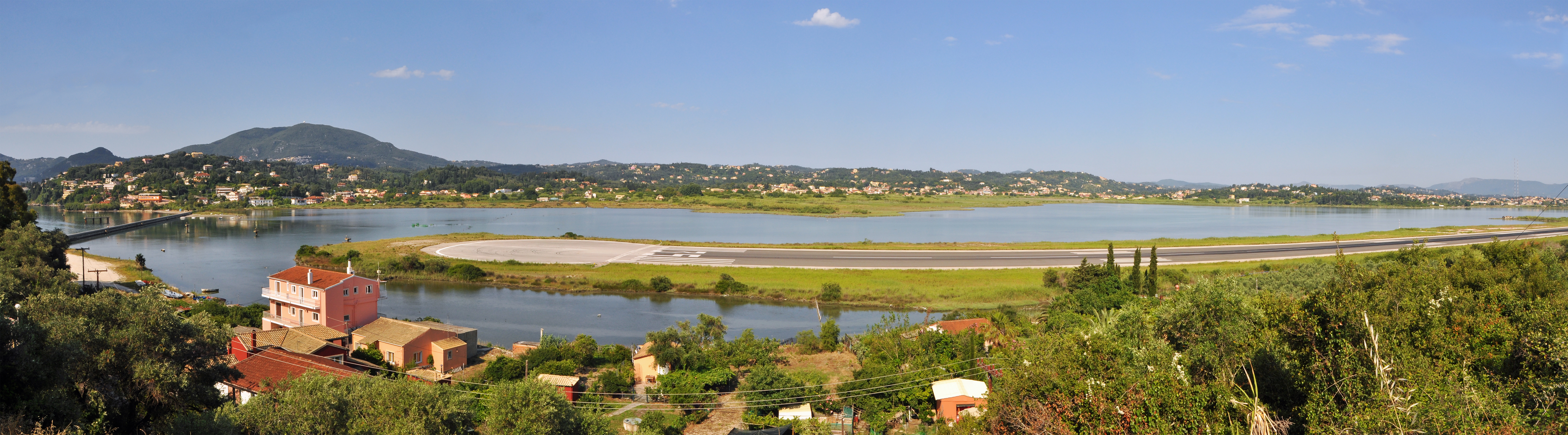
Vue panoramique de la piste